# Georg Friedrich Prinz von Preußen

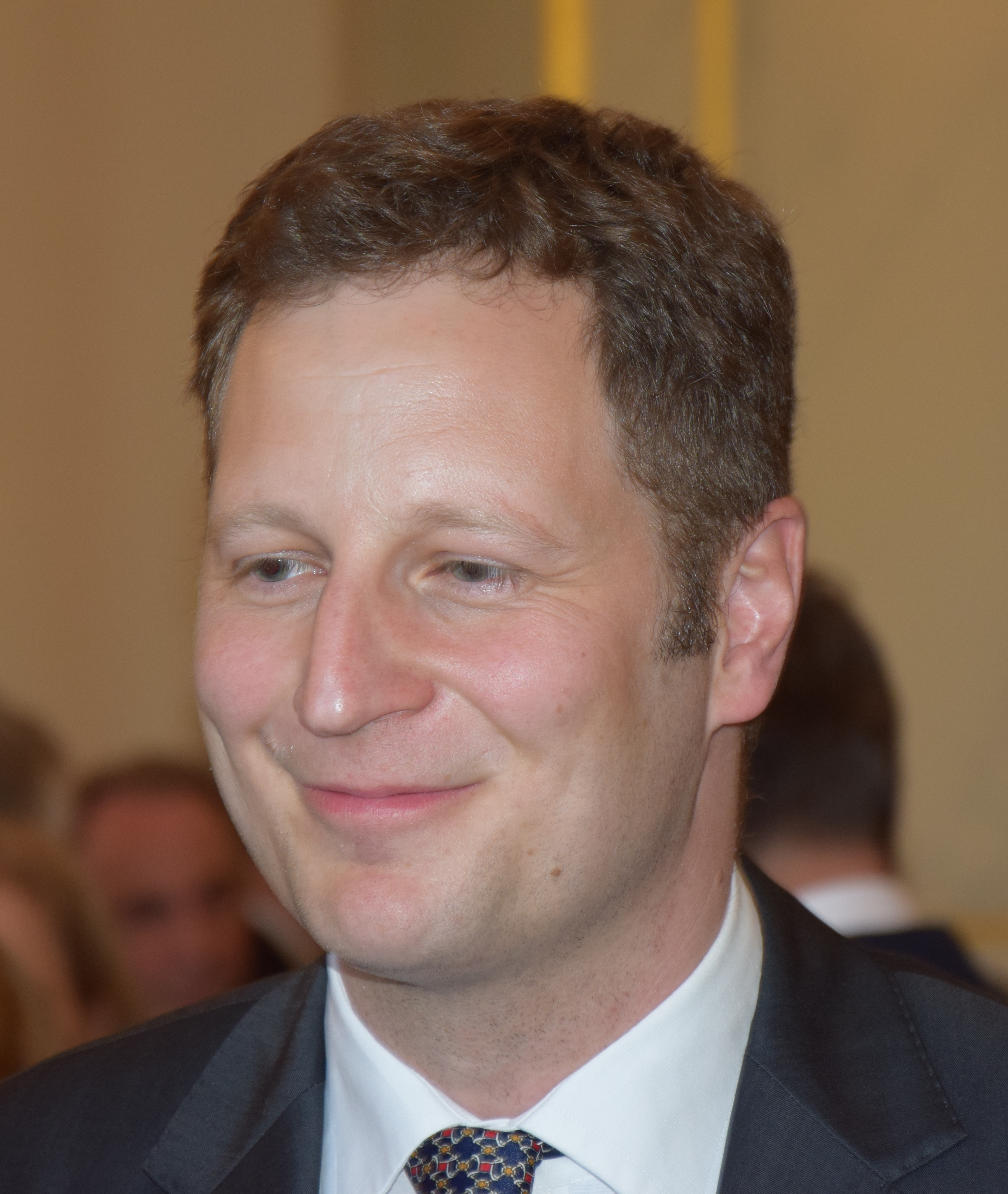
Georg Friedrich Prinz von Preußen (2014)

Georg Friedrich Ferdinand Prinz von Preußen (* 10. Juni 1976 in Bremen) ist ein deutscher Geschäftsmann und seit 1994 Oberhaupt der brandenburg-preußischen Linie des Hauses Hohenzollern. Einer breiten Öffentlichkeit wurde er aufgrund seiner umfangreichen Entschädigungsforderungen gegen den Staat bekannt.

## Leben
Georg Friedrich Prinz von Preußen ist der Sohn von Louis Ferdinand Prinz von Preußen junior (1944–1977) und dessen Ehefrau Donata, geb. Gräfin zu Castell-Rüdenhausen (1950–2015) sowie Ururenkel des letzten Deutschen Kaisers und Königs von Preußen Wilhelm II. (1859–1941; reg. 1888–1918). Er hat eine jüngere Schwester, Cornelie-Cécile Prinzessin von Preußen (* 1978).
Kurz nach Georg Friedrichs erstem Geburtstag erlag sein Vater Unfallverletzungen, die er sich zwei Monate zuvor während einer Reserveübung der Bundeswehr zugezogen hatte. Georg Friedrich verbrachte seine Kindheit und Jugend wie seine Schwester in Fischerhude bei Bremen. Er besuchte zunächst das Gymnasium in Bremen und später in Oldenburg. Seinen Schulabschluss machte er am Glenalmond College bei Perth in Schottland.
Im Anschluss an eine zweijährige Militärzeit bei den Gebirgsjägern in Mittenwald absolvierte er ein Studium der Betriebswirtschaftslehre an der Technischen Universität Bergakademie Freiberg in Sachsen. Er wurde im Mai 2011 zum Major der Reserve befördert.
Nach dem Tod seines Großvaters Louis Ferdinand Sr. 1994 wurde er gemäß dem Hausgesetz der Familie Chef des Hauses. Als Oberhaupt der Familie führt er die Familiengeschäfte und vertritt die Hohenzollern in der Öffentlichkeit. Ihm gehören zwei Drittel der Burg Hohenzollern (das andere Drittel gehört Karl Friedrich von Hohenzollern, dem Oberhaupt der schwäbischen Linie) sowie die Prinzeninsel in Plön und einige andere Immobilien. Von deutschen Monarchisten wird er als Anwärter auf einen eventuellen preußischen oder deutschen Thron gesehen, sagt aber selbst, dass er keine politische Rolle für sich anstrebe.
Georg Friedrich Prinz von Preußen arbeitete als Unternehmens- und Existenzgründungsberater an der Verwertung von Hochschulinnovationen. Er ist aktuell gemeinsam mit dem CDU-Bundestagsabgeordneten Andreas Mattfeldt Geschäftsführer der von ihm gegründeten Kgl. Preußischen Biermanufactur mit Sitz in Berlin, deren Pilsener-Marke Preußens in Braunschweig gebraut wird.

### Familie

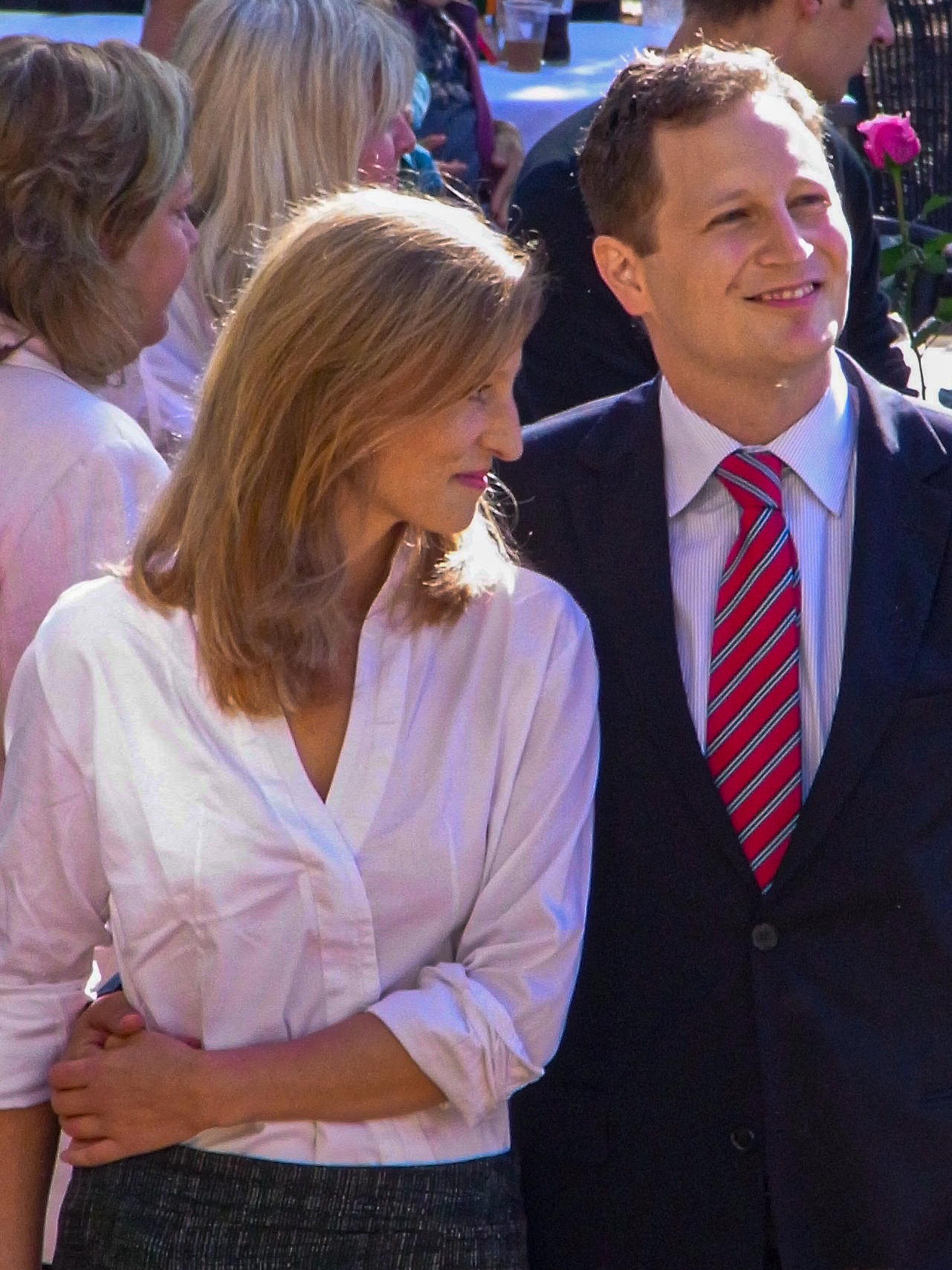
Georg Friedrich Prinz von Preußen mit Ehefrau Sophie (2011)

Georg Friedrich Prinz von Preußen heiratete am 25. August 2011 Sophie Prinzessin von Isenburg, Tochter von Franz Alexander Fürst von Isenburg (1943–2018) und dessen Ehefrau Elisabeth Christine, geb. Gräfin von Saurma-Jeltsch. Das Paar wurde von Oberbürgermeister Jann Jakobs im Trausaal des Stadthauses in Potsdam getraut. Am 27. August 2011 fand die kirchliche Trauung im Rahmen eines ökumenischen Gottesdienstes in der Friedenskirche zu Potsdam statt. Die Trauung mit über 650 Gästen aus dem deutschen und internationalen Hochadel wurde in einer dreistündigen, von Rolf Seelmann-Eggebert und Tatjana Jury moderierten Sendung vom rbb live übertragen und von rund 160.000 Zuschauern verfolgt.
Das Paar hat als Kinder die Zwillingssöhne Carl Friedrich Franz Alexander und Louis Ferdinand Christian Albrecht (* 2013), die Tochter Emma Marie Charlotte Sophie (* 2015) und den Sohn Heinrich Albert Johann Georg (* 2016). Die Familie lebte zunächst in Fischerhude, wo sich auch die Grabstelle von Louis Ferdinand Prinz von Preußen befindet, und seit 2018 in Potsdam-Babelsberg.

### Ehrenämter
Georg Friedrich von Preußen gehört dem Vorstand der Prinzessin Kira von Preußen Stiftung an, dessen Vorsitzende seine Ehefrau ist. Außerdem ist er Ehrenmitglied im Vorstand des Verbandes der Deutsch-Amerikanischen Clubs und war von 2014 bis 2021 Mitglied des Stiftungsrates der Deutschen Stiftung Denkmalschutz. Seit 2023 ist Prinz Georg Friedrich Mitglied des Kuratoriums der neu gegründeten Margot Friedländer Stiftung.

### Auszeichnungen
2017 wurde er gemeinsam mit seiner Frau bei der zweiten Verleihung des Freiheits- und Demokratiepreises des Vereins Weltliga für Freiheit und Demokratie in Berlin ausgezeichnet.
2021 wurde der Familie Hohenzollern vom Netzwerk Recherche e. V. der Negativpreis Verschlossene Auster verliehen. Die Journalistenvereinigung begründet die Vergabe des Preises mit dem juristischen Vorgehen von Georg Friedrich Prinz von Preußen gegenüber Journalisten und Wissenschaftlern, die geeignet sei, die Freiheit der Berichterstattung und die öffentliche Diskussion über grundsätzliche Fragen der deutschen Geschichte zu bedrohen.

### Rückgabeforderungen

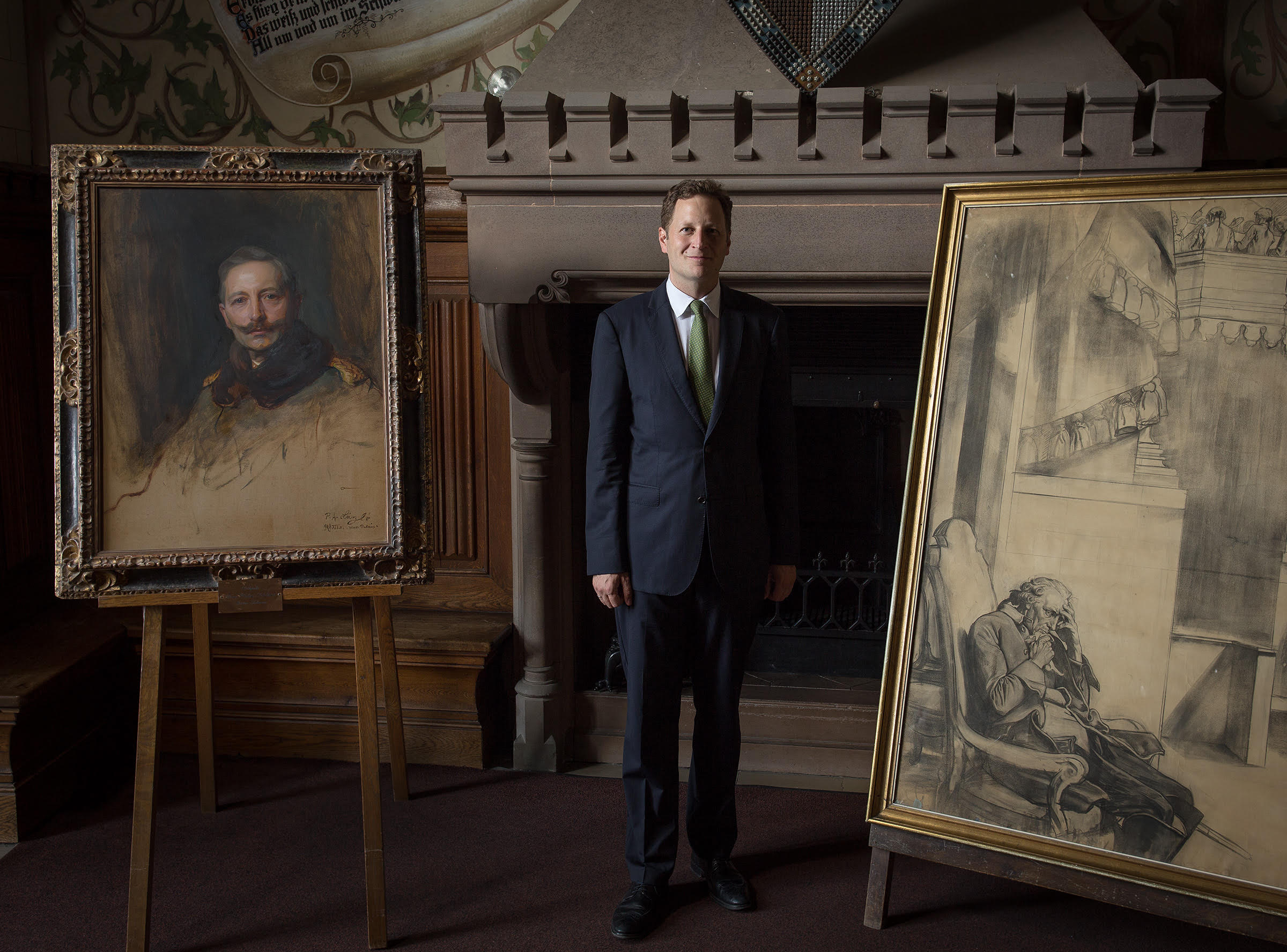
Georg Friedrich Prinz von Preußen fotografiert von Oliver Mark in der Burg Hohenzollern, Bisingen 2018

Seit etwa 2014 steht Georg Friedrich Prinz von Preußen in Verhandlungen mit dem Bund um Rückgabe oder Entschädigung für bedeutende Kunstgegenstände, die einst im Besitz seiner Vorfahren waren und sich heute in Museen befinden. Im Rahmen der Bodenreform hatte die Sowjetische Militäradministration in Deutschland 1945 die Hohenzollern in der Sowjetischen Besatzungszone und in Berlin entschädigungslos enteignet. Die Auseinandersetzung eskalierte 2019, als Teile der Forderungen der Hohenzollern sowie deren Einschätzung durch eine gemeinsame Stellungnahme der Stiftung Preußische Schlösser und Gärten, der Stiftung Preußischer Kulturbesitz sowie des Deutschen Historischen Museums als „weitgehend überzogen und inakzeptabel“ der Öffentlichkeit bekannt wurden. In diesem Zusammenhang hat der Gesetzgeber festgelegt, dass der Berechtigte keine Leistungen erhält, wenn er oder derjenige, von dem er seine Rechte ableitet, dem nationalsozialistischen System erheblichen Vorschub geleistet hat. Dies führte auch zu einer weitreichenden, vor allem moralisch begründeten Kritik am Verhalten des Hauses Hohenzollern. Seit 2018 bemühte sich Georg Friedrich Prinz von Preußen zudem gerichtlich darum, die Rückgabe der Burg Rheinfels zur eigenen wirtschaftlichen Nutzung zu erreichen. Ende Januar 2020 wurde in dem Rechtsstreit eine außergerichtliche Einigung erzielt und das Haus Hohenzollern erkennt somit die Eigentumsrechte von St. Goar an der Burg Rheinfels unwiderruflich an.
Im Zusammenhang mit den 2020/2021 anhängigen ungeklärten Entschädigungsforderungen wurde bekannt, dass das Haus Hohenzollern und Georg Friedrich Prinz von Preußen als Hauptverantwortliche juristische Schritte gegen Wissenschaftler und Medien eingeleitet hatten. Georg Friedrich Prinz von Preußen selbst bezifferte die Zahl dieser äußerungsrechtlichen Verfahren auf 120. Betroffen waren unter anderem Der Spiegel, die Frankfurter Allgemeine Zeitung, Die Welt, Die Zeit, der Deutschlandfunk, Der Tagesspiegel, die Deutsche Welle, die Süddeutsche Zeitung, der Norddeutsche Rundfunk, der Rundfunk Berlin-Brandenburg, die Gewerkschaft Verdi, einzelne Politiker der Partei Die Linke, sowie mehrere Historiker, darunter Eva Schlotheuber und Stephan Malinowski. Dieses Vorgehen Georg Friedrich Prinz von Preußens wurde von verschiedenen Seiten, so etwa von den beteiligten Wissenschaftlern und der Politik, als Versuch der Einschüchterung bewertet.
Im März 2023 teilte ein Sprecher des Hauses mit, Georg Friedrich Prinz von Preußen werde alle Klagen nach dem Entschädigungs- und Ausgleichsleistungsgesetz zurückziehen. Er wolle seine Ansprüche auf die Rückgabe Tausender Kunstobjekte aufgeben. Als Begründung führte er an, dies soll den Weg für eine unbelastete historische Debatte freimachen.

## Vorfahren
| Ahnentafel Georg Friedrich Prinz von Preußen | Ahnentafel Georg Friedrich Prinz von Preußen | Ahnentafel Georg Friedrich Prinz von Preußen | Ahnentafel Georg Friedrich Prinz von Preußen | Ahnentafel Georg Friedrich Prinz von Preußen | Ahnentafel Georg Friedrich Prinz von Preußen | Ahnentafel Georg Friedrich Prinz von Preußen | Ahnentafel Georg Friedrich Prinz von Preußen | Ahnentafel Georg Friedrich Prinz von Preußen |
| -------------------------------------------- | --- | --- | --- | --- | --- | --- | --- | --- |
| Ururgroßeltern                               | Kaiser Wilhelm II. (Deutsches Reich) (1859–1941) ⚭ 1881 Prinzessin Auguste Viktoria von Schleswig-Holstein-Sonderburg-Augustenburg (1858–1921)     | Großherzog Friedrich Franz III. von Mecklenburg-Schwerin (1851–1897) ⚭ 1879 Großfürstin Anastasia Michailowna Romanowa (1860–1922)                 | Großfürst Wladimir Alexandrowitsch Romanow (1847–1909) ⚭ 1874 Herzogin Marie zu Mecklenburg (1854–1920)                                            | Herzog Alfred (Sachsen-Coburg und Gotha) (1844–1900) ⚭ 1874 Großfürstin Maria Alexandrowna Romanowa (1853–1920)                                    | Fürst Wolfgang zu Castell-Rüdenhausen (1830–1913) ⚭ 1859 Prinzessin Emma zu Ysenburg und Büdingen in Büdingen (1841–1926)                          | Graf Willem von Bentinck und Waldeck-Limpurg (1848–1912) ⚭ 1877 Baroness Maria van Heeckeren van Wassenaer (1855–1912)                             | Graf Otto zu Solms-Laubach (1860–1904) ⚭ 1898 Prinzessin Emma zu Ysenburg und Büdingen in Büdingen (1870–1944)                                     | Fürst Karl zu Solms-Hohensolms-Lich (1866–1920) ⚭ 1894 Prinzessin Emma zu Stolberg-Wernigerode (1875–1956)                                         |
| Urgroßeltern                                 | Kronprinz Wilhelm von Preußen (1882–1951) ⚭ 1905 Herzogin Cecilie von Mecklenburg-Schwerin (1886–1954)                                             | Kronprinz Wilhelm von Preußen (1882–1951) ⚭ 1905 Herzogin Cecilie von Mecklenburg-Schwerin (1886–1954)                                             | Großfürst Kyrill Wladimirowitsch Romanow (1876–1938) ⚭ 1905 Prinzessin Victoria Melita von Sachsen-Coburg und Gotha (1876–1936)                    | Großfürst Kyrill Wladimirowitsch Romanow (1876–1938) ⚭ 1905 Prinzessin Victoria Melita von Sachsen-Coburg und Gotha (1876–1936)                    | Fürst Casimir zu Castell-Rüdenhausen (1861–1933) ⚭ 1905 Gräfin Mechtild von Bentinck (1877–1940)                                                   | Fürst Casimir zu Castell-Rüdenhausen (1861–1933) ⚭ 1905 Gräfin Mechtild von Bentinck (1877–1940)                                                   | Graf Georg Friedrich zu Solms-Laubach (1899–1969) ⚭ 1924 Prinzessin Johanna zu Solms-Hohensolms-Lich (1905–1982)                                   | Graf Georg Friedrich zu Solms-Laubach (1899–1969) ⚭ 1924 Prinzessin Johanna zu Solms-Hohensolms-Lich (1905–1982)                                   |
| Großeltern                                   | Louis Ferdinand Prinz von Preußen (1907–1994) ⚭ 1937 Kira Kirillowna Romanowa (1909–1967)                                                          | Louis Ferdinand Prinz von Preußen (1907–1994) ⚭ 1937 Kira Kirillowna Romanowa (1909–1967)                                                          | Louis Ferdinand Prinz von Preußen (1907–1994) ⚭ 1937 Kira Kirillowna Romanowa (1909–1967)                                                          | Louis Ferdinand Prinz von Preußen (1907–1994) ⚭ 1937 Kira Kirillowna Romanowa (1909–1967)                                                          | Siegfried Fürst zu Castell-Rüdenhausen (1916–2007) ⚭ 1946 Irene Gräfin zu Solms-Laubach (1925–2006)                                                | Siegfried Fürst zu Castell-Rüdenhausen (1916–2007) ⚭ 1946 Irene Gräfin zu Solms-Laubach (1925–2006)                                                | Siegfried Fürst zu Castell-Rüdenhausen (1916–2007) ⚭ 1946 Irene Gräfin zu Solms-Laubach (1925–2006)                                                | Siegfried Fürst zu Castell-Rüdenhausen (1916–2007) ⚭ 1946 Irene Gräfin zu Solms-Laubach (1925–2006)                                                |
| Eltern                                       | Louis Ferdinand Prinz von Preußen (1944–1977) ⚭ 1975 Donata Emma Gräfin zu Castell-Rüdenhausen (1950–2015), wiedervermählte Herzogin von Oldenburg | Louis Ferdinand Prinz von Preußen (1944–1977) ⚭ 1975 Donata Emma Gräfin zu Castell-Rüdenhausen (1950–2015), wiedervermählte Herzogin von Oldenburg | Louis Ferdinand Prinz von Preußen (1944–1977) ⚭ 1975 Donata Emma Gräfin zu Castell-Rüdenhausen (1950–2015), wiedervermählte Herzogin von Oldenburg | Louis Ferdinand Prinz von Preußen (1944–1977) ⚭ 1975 Donata Emma Gräfin zu Castell-Rüdenhausen (1950–2015), wiedervermählte Herzogin von Oldenburg | Louis Ferdinand Prinz von Preußen (1944–1977) ⚭ 1975 Donata Emma Gräfin zu Castell-Rüdenhausen (1950–2015), wiedervermählte Herzogin von Oldenburg | Louis Ferdinand Prinz von Preußen (1944–1977) ⚭ 1975 Donata Emma Gräfin zu Castell-Rüdenhausen (1950–2015), wiedervermählte Herzogin von Oldenburg | Louis Ferdinand Prinz von Preußen (1944–1977) ⚭ 1975 Donata Emma Gräfin zu Castell-Rüdenhausen (1950–2015), wiedervermählte Herzogin von Oldenburg | Louis Ferdinand Prinz von Preußen (1944–1977) ⚭ 1975 Donata Emma Gräfin zu Castell-Rüdenhausen (1950–2015), wiedervermählte Herzogin von Oldenburg |
| Georg Friedrich Prinz von Preußen (* 1976)   | | | | | | | | |